# Chanteix
Chanteix (prononcer [ʃɑ̃tɛks] ; Chantel/Chantau en occitan) est une commune française située dans le département de la Corrèze en région Nouvelle-Aquitaine. Ses habitants sont appelés les Chanteixois et les Chanteixoises.

## Géographie

### Communes limitrophes
Les communes limitrophes sont  Lagraulière, Saint-Clément, Saint-Germain-les-Vergnes, Saint-Mexant et Saint-Pardoux-l'Ortigier.
Commune du Massif central dont le territoire s'incline doucement vers le sud-ouest a une altitude moyenne de 380 m avec pour point le plus haut le Puy du Baspeyrat qui culmine à 449 m et pour point le plus bas le moulin du Juge à 350 m. La superficie de Chanteix est de 1 947 hectares (19,47 km2) avec une altitude minimum de 312 mètres et un maximum de 451 mètres.
Deux cours d'eau traversent le territoire communal : le Brézou, un affluent de la Vézère, et le Maumont Blanc, un affluent de la Corrèze.

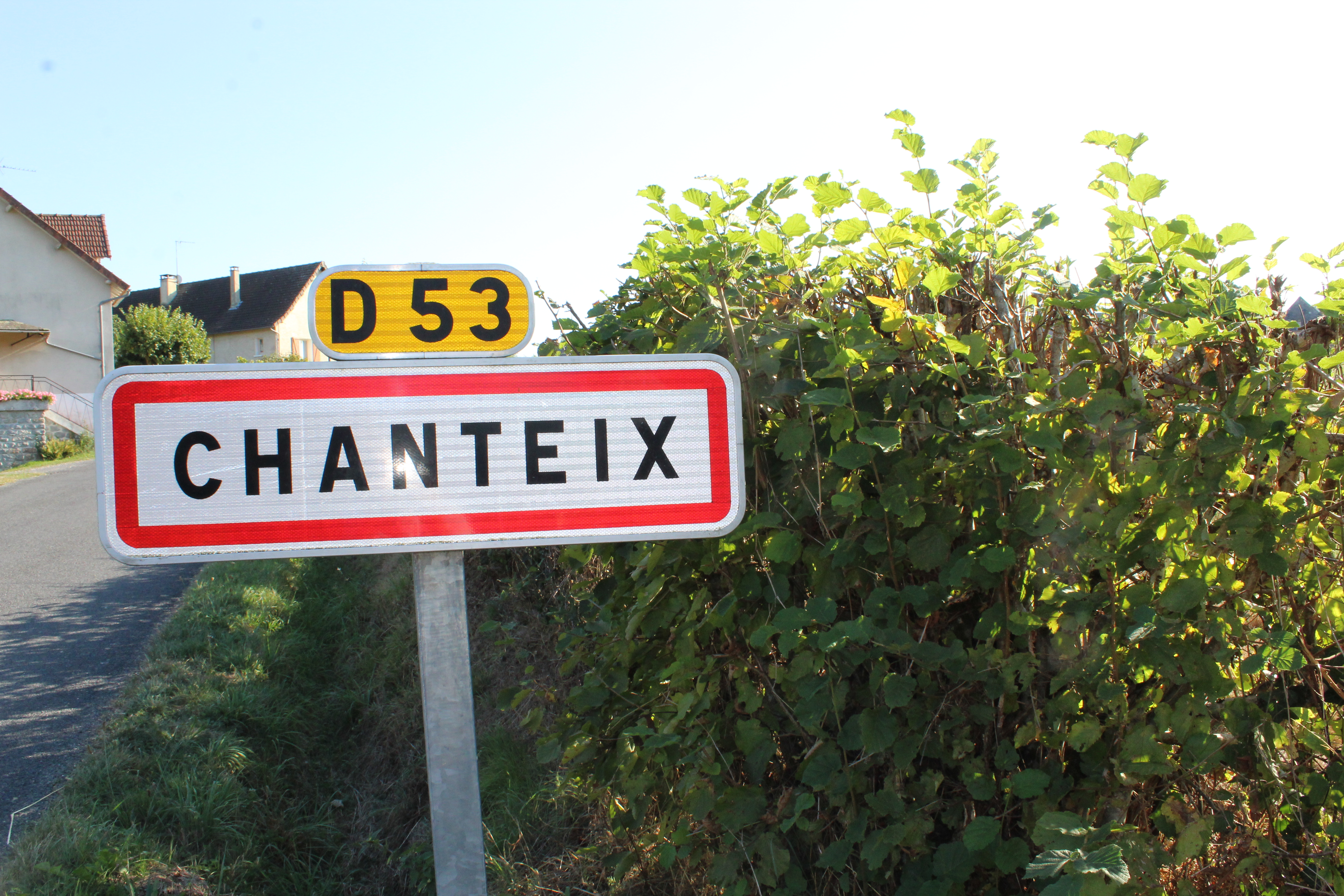
Entrée du village.

### Villes limitrophes
- Saint-Mexant
- Saint-Germain-les-Vergnes
- Saint-Pardoux-l'Ortigier
- Lagraulière
- Saint-Clément

### Climat
Pour des articles plus généraux, voir Climat de la Nouvelle-Aquitaine et Climat de la Corrèze.
Historiquement, la commune est dans une zone de transition entre les climats océaniques aquitain et montagnard.  
En 2020, Météo-France publie une typologie des climats de la France métropolitaine dans laquelle la commune est dans une zone de transition entre le climat océanique altéré et le climat de montagne et est dans la région climatique  Ouest et nord-ouest du Massif Central, caractérisée par une pluviométrie annuelle de 900 à 1 500 mm, maximale en automne et en hiver.
Pour la période 1971-2000, la température annuelle moyenne est de 11,3 °C, avec  une amplitude thermique annuelle de 15,2 °C. Le cumul annuel moyen de précipitations est de 1 233 mm, avec 12,6 jours de précipitations en janvier et 7,7 jours en juillet. Pour la période 1991-2020, la température moyenne annuelle observée sur la station météorologique la plus proche, située sur la commune de Tulle à 11 km à vol d'oiseau, est de 12,1 °C et le cumul annuel moyen de précipitations est de 1 236,1 mm,. Pour l'avenir, les paramètres climatiques de la commune estimés pour 2050 selon différents scénarios d’émission de gaz à effet de serre sont consultables sur un site dédié publié par Météo-France en novembre 2022.

## Urbanisme

### Typologie
Au 1er janvier 2024, Chanteix est catégorisée commune rurale à habitat très dispersé, selon la nouvelle grille communale de densité à 7 niveaux définie par l'Insee en 2022.
Elle est située hors unité urbaine. Par ailleurs la commune fait partie de l'aire d'attraction de Brive-la-Gaillarde, dont elle est une commune de la couronne,. Cette aire, qui regroupe 80 communes, est catégorisée dans les aires de 50 000 à moins de 200 000 habitants,.

### Occupation des sols
L'occupation des sols de la commune, telle qu'elle ressort de la base de données européenne d’occupation biophysique des sols Corine Land Cover (CLC), est marquée par l'importance des territoires agricoles (82,6 % en 2018), en diminution par rapport à 1990 (84,3 %). La répartition détaillée en 2018 est la suivante : 
zones agricoles hétérogènes (45 %), prairies (37,6 %), forêts (17,4 %).
L'évolution de l’occupation des sols de la commune et de ses infrastructures peut être observée sur les différentes représentations cartographiques du territoire : la carte de Cassini (XVIIIe siècle), la carte d'état-major (1820-1866) et les cartes ou photos aériennes de l'IGN pour la période actuelle (1950 à aujourd'hui).

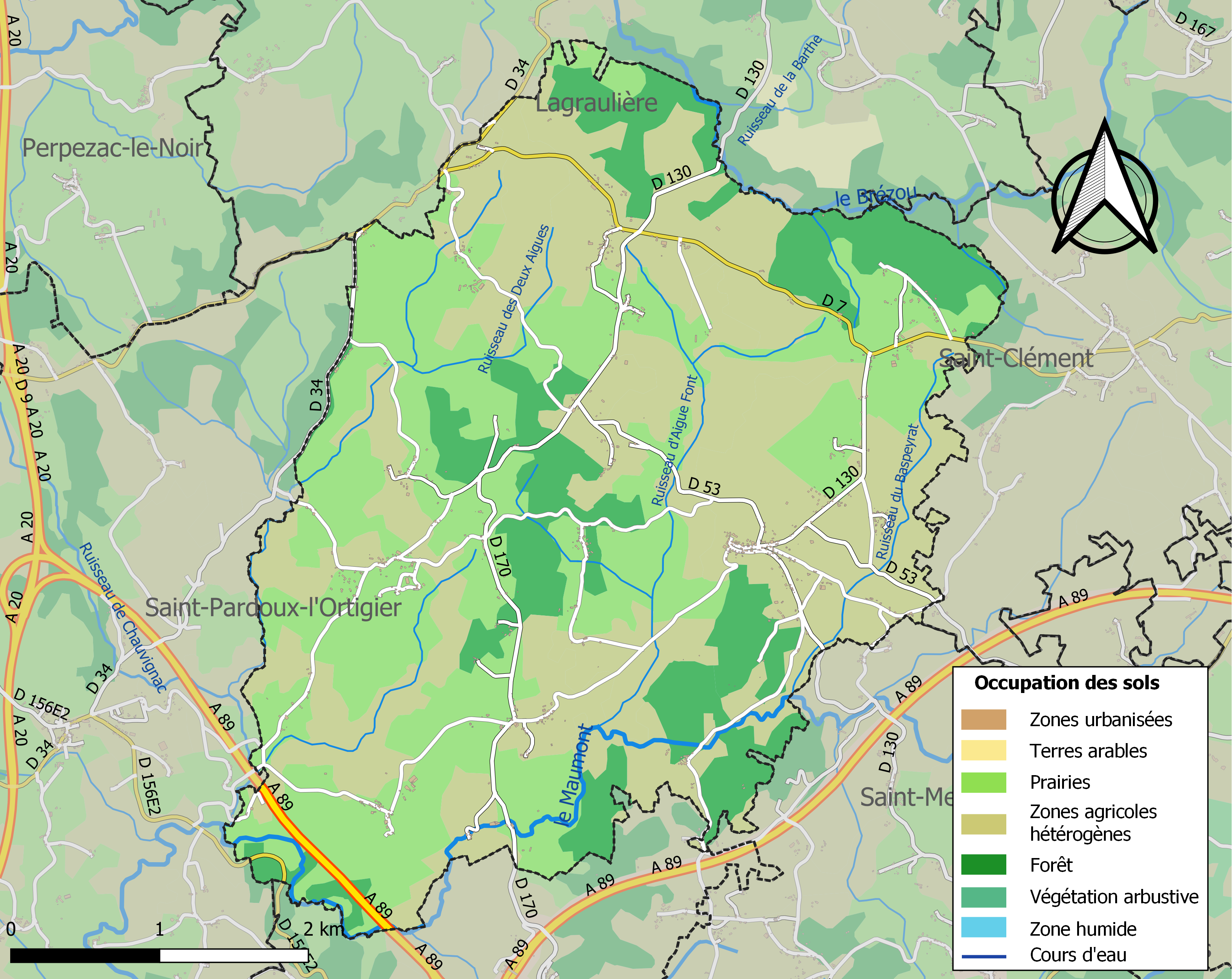
Carte des infrastructures et de l'occupation des sols de la commune en 2018 (CLC).

### Risques majeurs
Le territoire de la commune de Chanteix est vulnérable à différents aléas naturels : météorologiques (tempête, orage, neige, grand froid, canicule ou sécheresse), feux de forêts et séisme (sismicité très faible). Il est également exposé à un risque particulier : le risque de radon. Un site publié par le BRGM permet d'évaluer simplement et rapidement les risques d'un bien localisé soit par son adresse soit par le numéro de sa parcelle.

#### Risques naturels

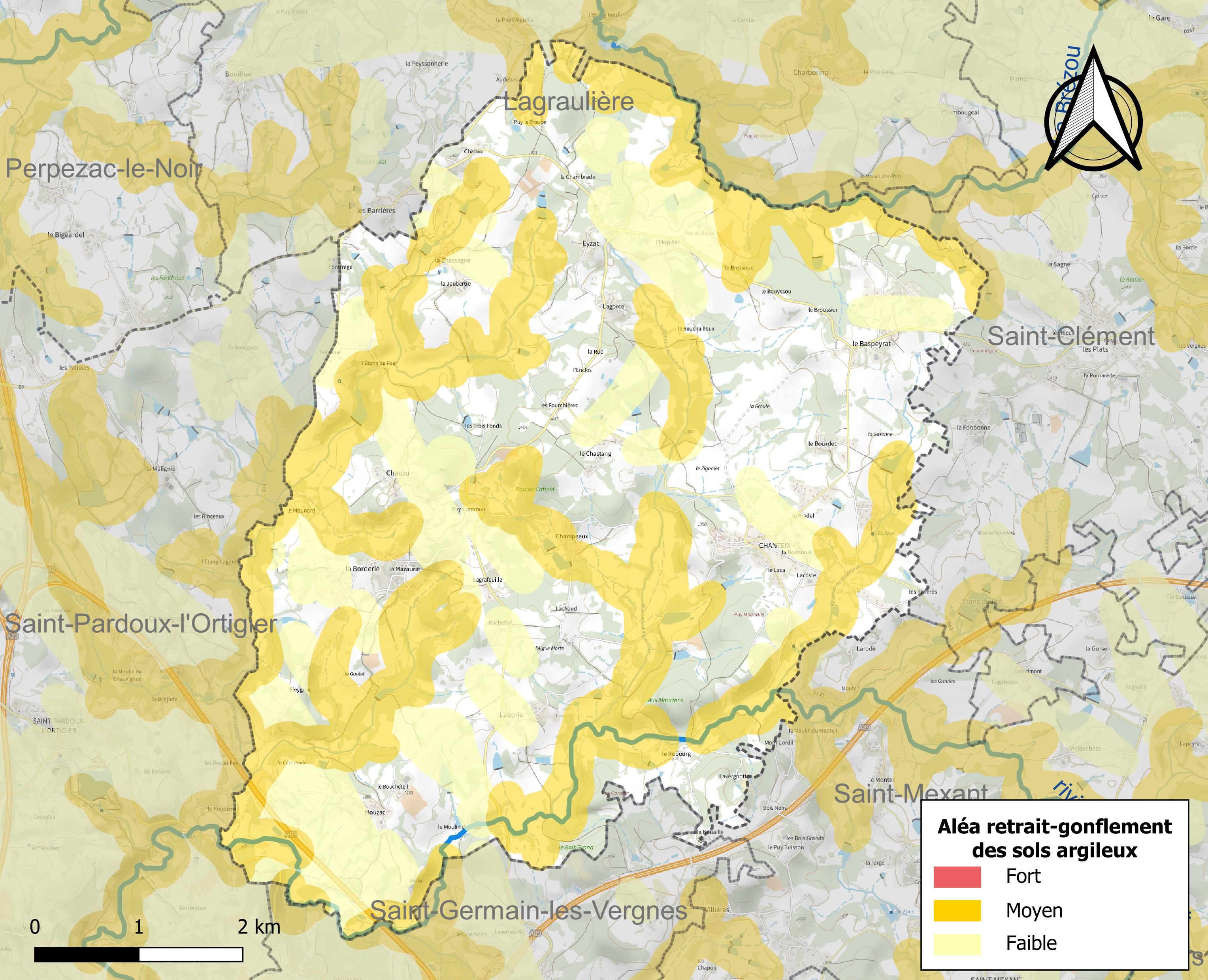
Carte des zones d'aléa retrait-gonflement des sols argileux de Chanteix.

Le retrait-gonflement des sols argileux est susceptible d'engendrer des dommages importants aux bâtiments en cas d’alternance de périodes de sécheresse et de pluie. 36,9 % de la superficie communale est en aléa moyen ou fort (26,8 % au niveau départemental et 48,5 % au niveau national). Sur les 350 bâtiments dénombrés sur la commune en 2019,  36 sont en aléa moyen ou fort, soit 10 %, à comparer aux 36 % au niveau départemental et 54 % au niveau national. Une cartographie de l'exposition du territoire national au retrait gonflement des sols argileux est disponible sur le site du BRGM,.
Concernant les feux de forêt, aucun plan de prévention des risques incendie de forêt (PPRIF) n’a été établi en Corrèze, néanmoins le code de l’urbanisme impose la prise en compte des risques dans les documents d’urbanisme. Le périmètre des servitudes d'utilité publique et des zones d'obligation légale de débroussaillement pour les particuliers est quant à lui défini pour la commune dans une carte dédiée. 

#### Risque particulier
Dans plusieurs parties du territoire national, le radon, accumulé dans certains logements ou autres locaux, peut constituer une source significative d’exposition de la population aux rayonnements ionisants. Certaines communes du département sont concernées par le risque radon à un niveau plus ou moins élevé. Selon la classification de 2018, la commune de Chanteix est classée en zone 3, à savoir zone à potentiel radon significatif. 

## Histoire
Le village est cité pour la première fois en 916. Il fut la possession de l'abbaye de Solignac au Xe siècle, puis de l'abbaye de Tulle au XIVe siècle.

### Les Hospitaliers
Chauzu, village rattaché à la commune de Chanteix qui abritait une commanderie sous le vocable de Sainte-Madeleine et de Saint-Marc, obéissant à la règle de Saint-Augustin, et qui appartenait aux Hospitaliers de l'ordre de Saint-Jean de Jérusalem. Il fut sous l'autorité de la commanderie de La Vinadière puis de celle du Temple d'Ayen.

### Étymologie et diverses formes du nom
Chanteix signifie Hauteur fortifiée.
Cantedunus en 916, Canteduno vers 1084-1091 puis Cantau, Chantau, Chantahu, Chantueu, Chantehu, Chantheu en 1315 pour finalement arriver à Chanteix.

## Politique et administration
| Période   | Période  | Identité       | Étiquette | Qualité                                     |
| --------- | -------- | -------------- | --------- | ------------------------------------------- |
| ?         | 1995     | Gabriel Barrat | PCF       |                                             |
| juin 1995 | en cours | Jean Mouzat    | PCF       | Agriculteur, Président du MODEF (2009-2019) |

## Démographie
| 1793  | 1800  | 1806 | 1821  | 1831  | 1836  | 1841  | 1846  | 1851  |
| ----- | ----- | ---- | ----- | ----- | ----- | ----- | ----- | ----- |
| 1 088 | 1 053 | 910  | 1 033 | 1 192 | 1 184 | 1 225 | 1 214 | 1 277 |

| 1856  | 1861  | 1866  | 1872  | 1876  | 1881  | 1886  | 1891  | 1896  |
| ----- | ----- | ----- | ----- | ----- | ----- | ----- | ----- | ----- |
| 1 121 | 1 151 | 1 122 | 1 015 | 1 035 | 1 048 | 1 143 | 1 195 | 1 187 |

| 1901  | 1906  | 1911  | 1921  | 1926  | 1931 | 1936  | 1946 | 1954 |
| ----- | ----- | ----- | ----- | ----- | ---- | ----- | ---- | ---- |
| 1 230 | 1 260 | 1 179 | 1 025 | 1 028 | 984  | 1 002 | 827  | 734  |

| 1962 | 1968 | 1975 | 1982 | 1990 | 1999 | 2006 | 2008 | 2013 |
| ---- | ---- | ---- | ---- | ---- | ---- | ---- | ---- | ---- |
| 710  | 642  | 565  | 520  | 520  | 517  | 554  | 565  | 580  |

| 2018 | 2022 | - | - | - | - | - | - | - |
| ---- | ---- | - | - | - | - | - | - | - |
| 619  | 615  | - | - | - | - | - | - | - |

## Lieux et monuments
- L'église Saint-Michel inscrite au titre des Monuments Historiques en 1972[24].

Église construite au XIIe siècle sur un plan à nef unique puis pourvue au XVe siècle de chapelles latérales puis d'une sacristie au XVIIIe siècle.
- La bascule, construite en 1925, aujourd'hui tombée en désuétude, servait à peser les animaux et les marchandises lors des foires et marchés qui se déroulaient sur la place.

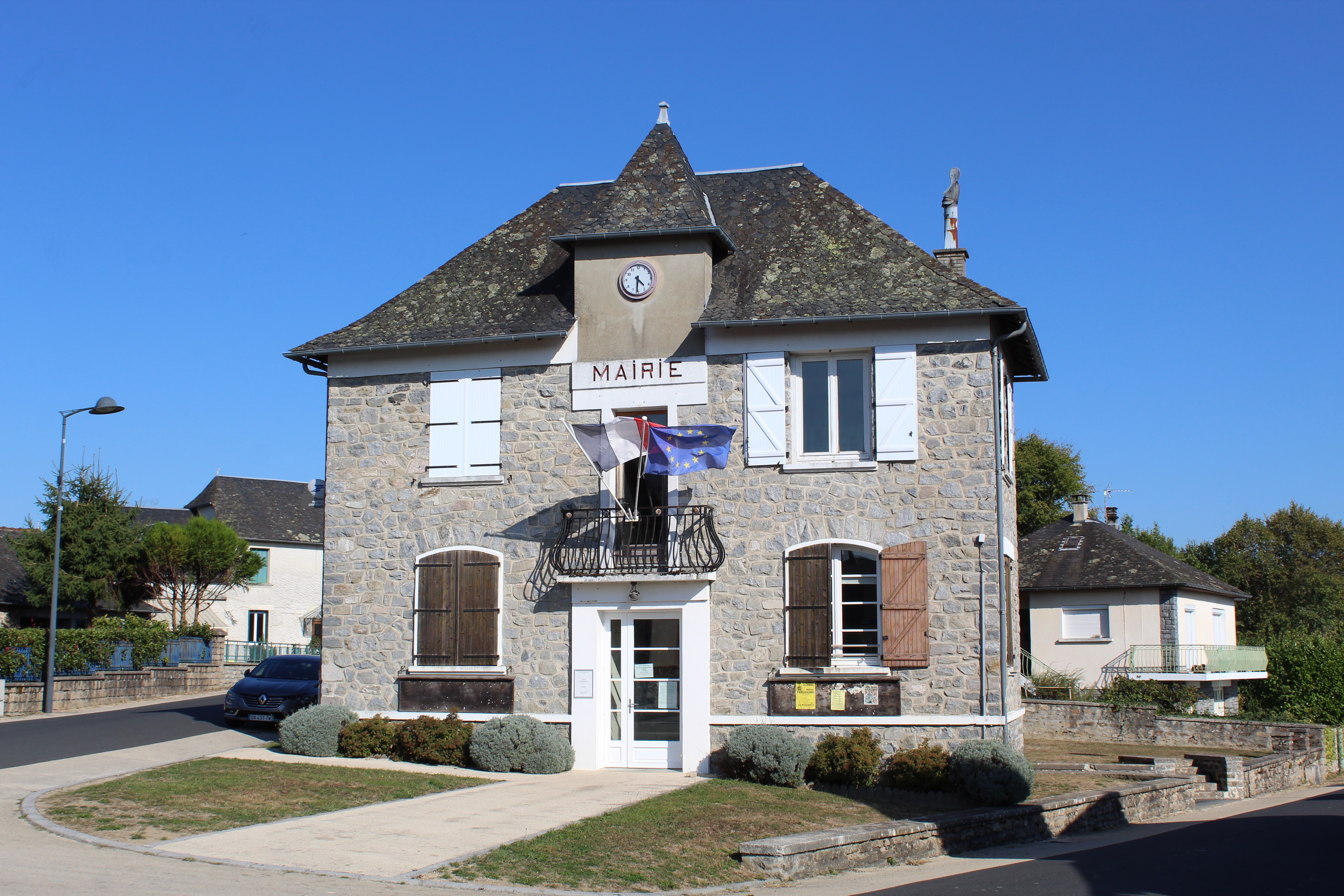
La mairie.
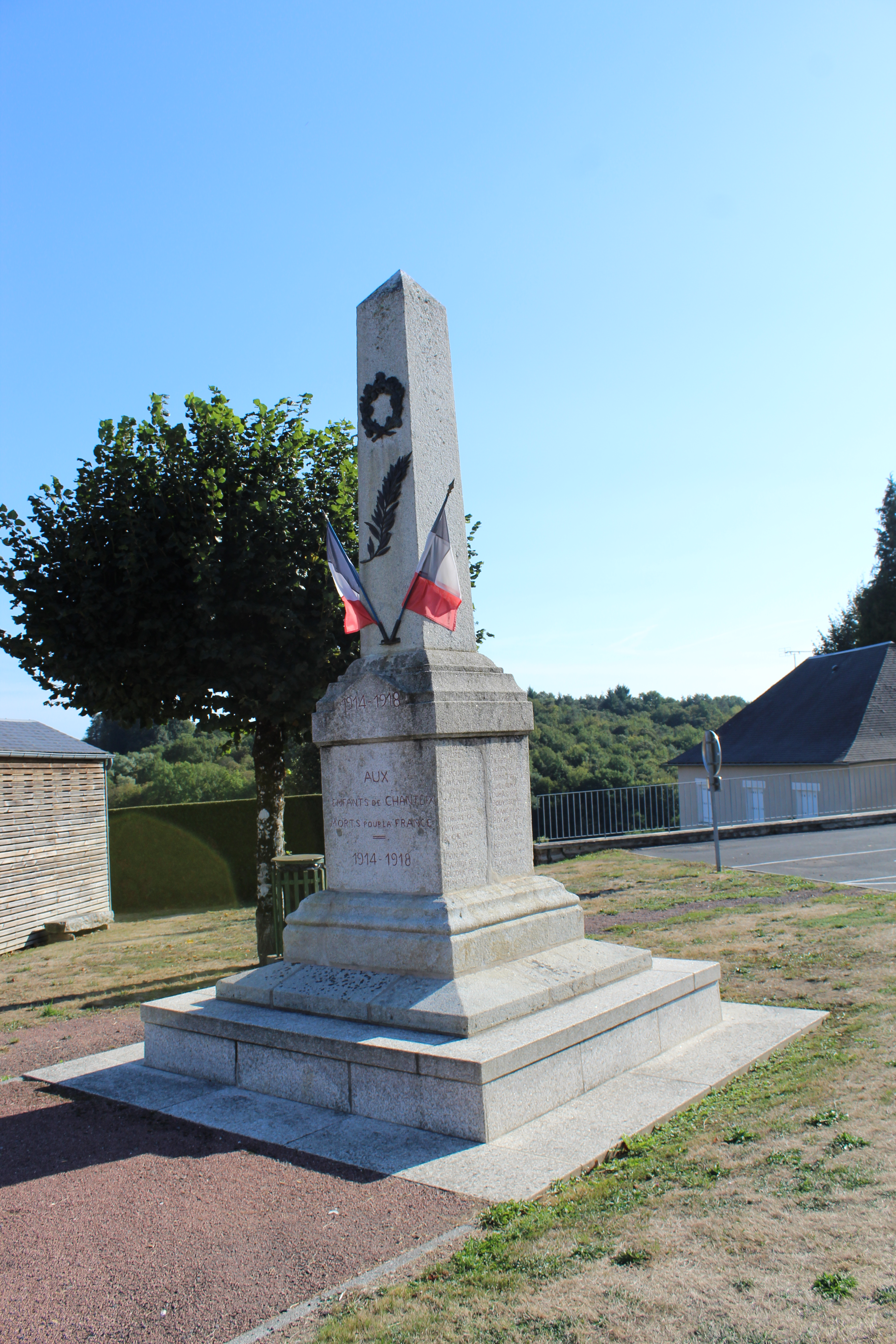
Le monument aux morts.
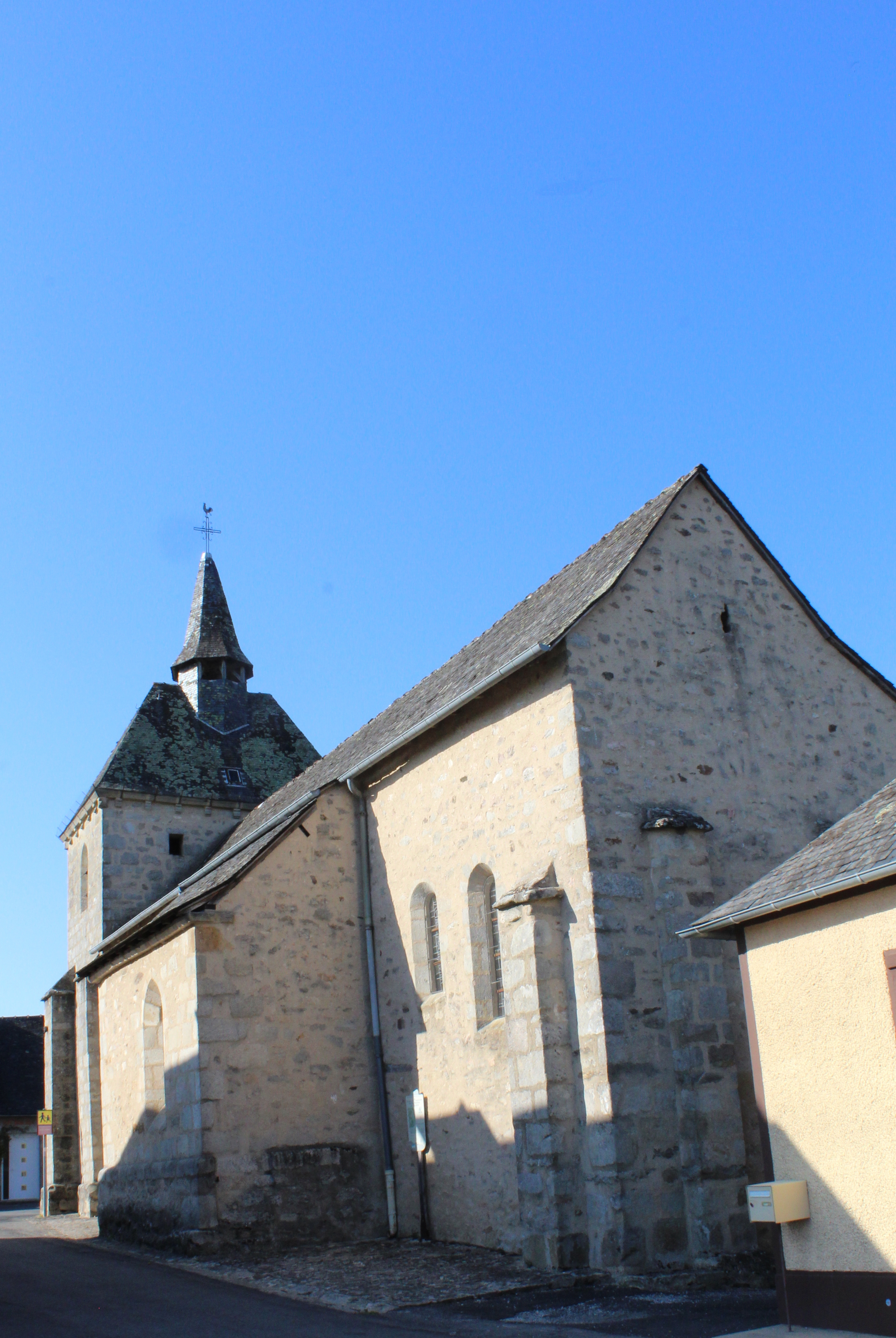
L'église Saint-Michel.
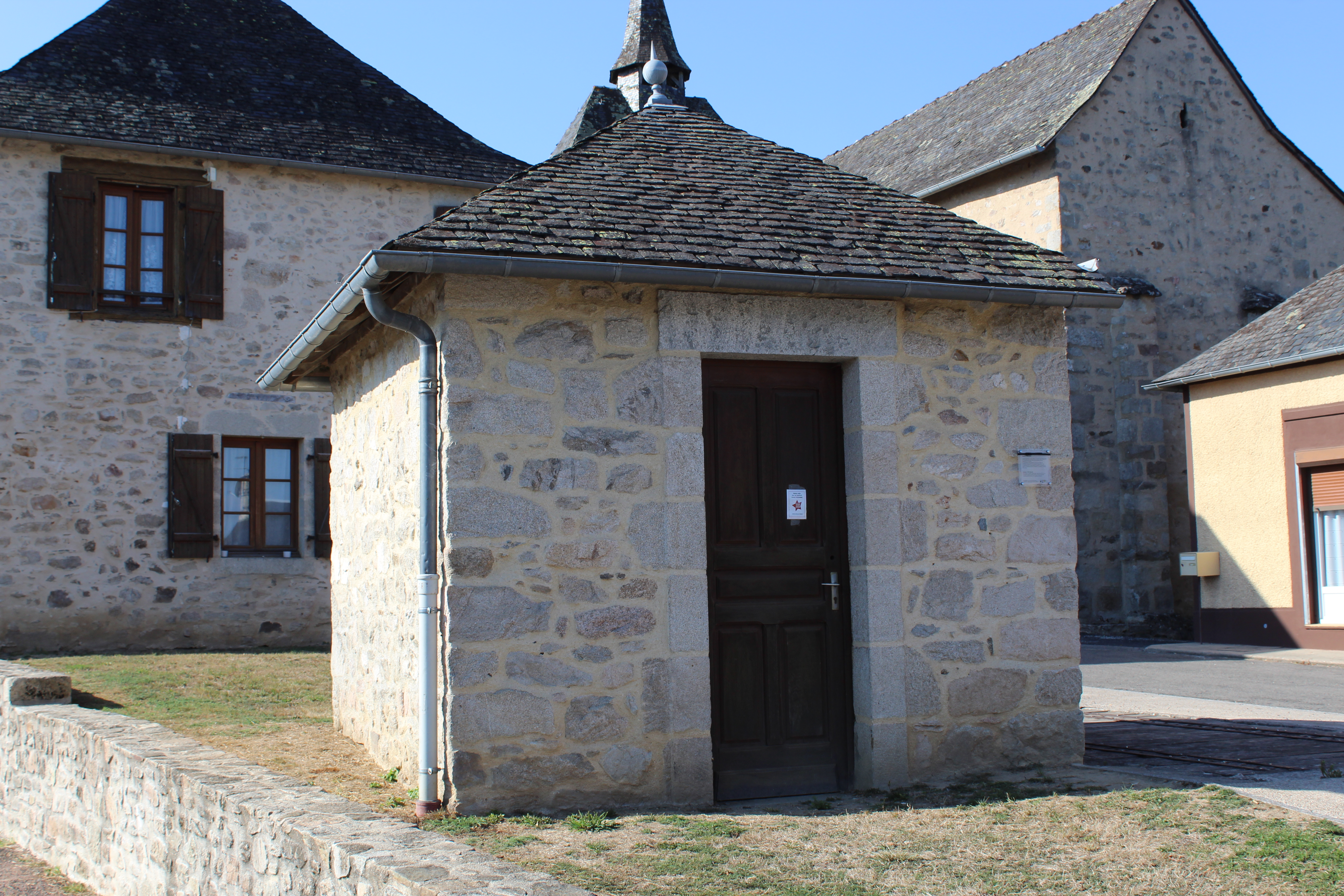
La bascule.
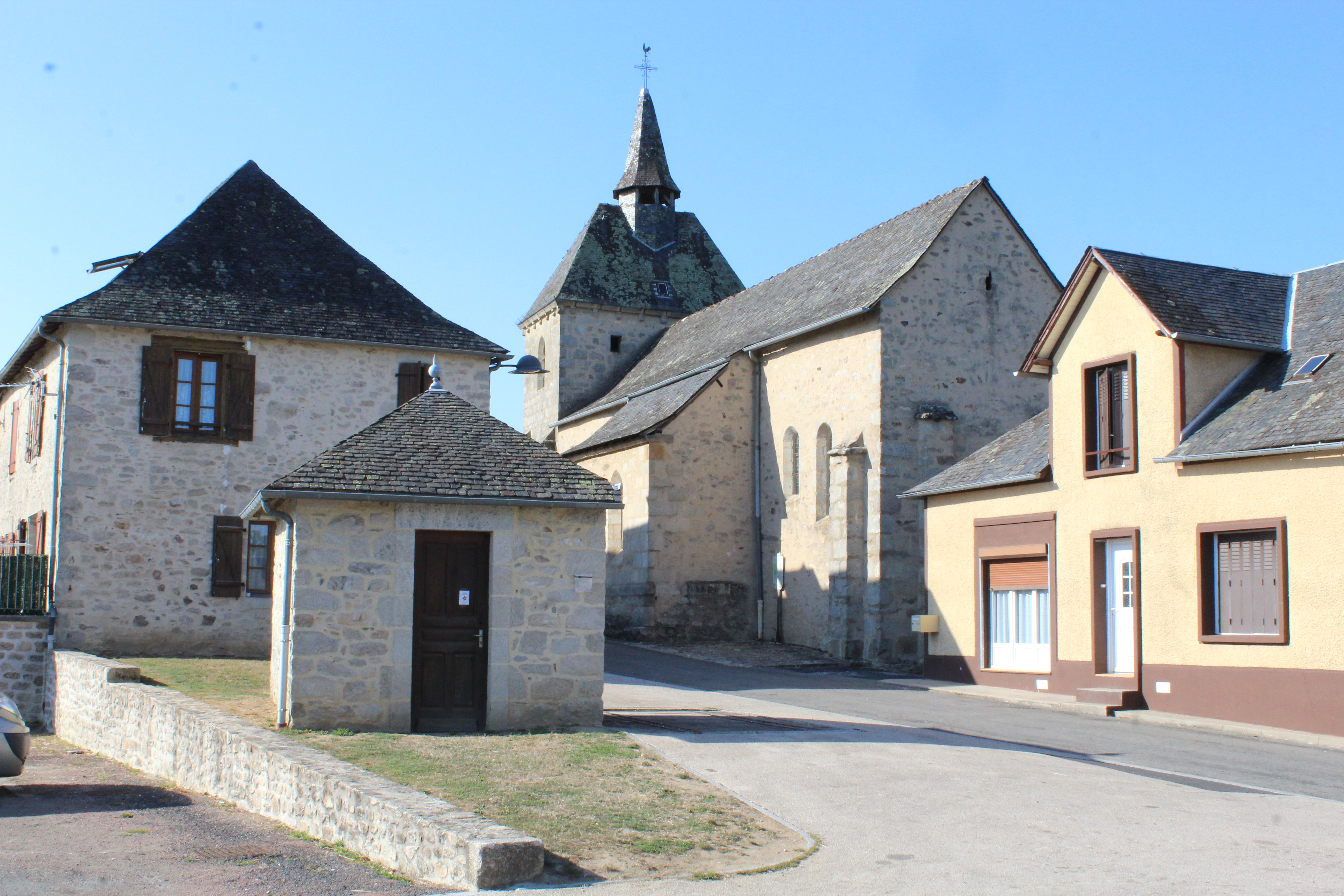
La place.

## Culture

### Festival
Chanteix accueille chaque année depuis 1987 le Festival aux champs. Organisé par l'association Tuberculture, ce festival a pour objectif d'apporter la culture en milieu rural dans une ambiance festive et originale. Ce festival est aussi l'occasion d'une « fête de la patate » placée sous l'égide de la mascotte « Zapatatas » où est possible de déguster des spécialités corréziennes, comme la farcidure, ou d'assister à un concours de milhassou. La programmation musicale est très variée (musique classique, musique actuelle, rock, chanson française...) et de nombreux artistes réputés y ont déjà fait escale. Ce festival est incontestablement une réussite tant artistique que financière : il est autofinancé à 70 %.

### La Boîte en Zinc
Inaugurée en 1999, la Boîte en Zinc est la salle de spectacle de la commune de Chanteix. Trois millions de francs ont été nécessaires à sa réalisation. La volonté de la municipalité était de créer un mélange entre l'architecture campagnarde du village et des éléments plus modernes. Après de longs débats avec les architectes, il a été décidé d'utiliser une vieille grange appartenant à la commune à laquelle serait ajoutée une extension en zinc. En quelques années, la Boîte en Zinc est devenue une place incontournable de la scène limousine. Cinq à sept spectacles sont organisés chaque année par l'association Tuberculture qui est chargée de la programmation.

## Personnalités liées à la commune
- La famille de l'artiste peintre Patrice Larue dispose d'une maison familiale en périphérie du village. Certaines de ses toiles (notamment la série Ciels) proviennent des paysages de Corrèze, d'autres ont été peintes à Chanteix.

## Héraldique
| Blason de Chanteix | Blason  | D'azur au sautoir denché d'or cantonné de quatre croissants d'argent, au franc-canton d'or à deux lions léopardés de gueules, l'un sur l'autre. |
| Blason de Chanteix | Détails | Le statut officiel du blason reste à déterminer.                                                                                                |

### Cartes
1. ↑  IGN, « Évolution comparée de l'occupation des sols de la commune sur cartes anciennes », sur remonterletemps.ign.fr (consulté le 2 juillet 2022).
2. ↑  « Cartographie interactive de l'exposition des sols au retrait-gonflement des argiles », sur infoterre.brgm.fr (consulté le 29 septembre 2024)